# Nate Johnson
Nathaniel „Nate” Johnson (ur. 8 września 1977 w Camden) – amerykański koszykarz występujący na pozycji niskiego skrzydłowego.

## Osiągnięcia
Na podstawie, o ile nie zaznaczono inaczej.
NCAA
- Najlepszy pierwszoroczny zawodnik konferencji USA (1997)
- Zaliczony do:
  - I składu najlepszych pierwszorocznych zawodników C-USA (1997)
  - III składu C-USA (1999, 2000)

Klubowe
- Mistrz:
  - klubowych mistrzostw arabskich (2009, 2010)
  - Libanu (2009–2011)
  - Jordanii (2008)
- Zdobywca:
  - pucharu mistrzów:
    - Azji FIBA (2011)
    - WABA (2011)

  - Superpucharu Włoch (2003)
- 3. miejsce w Pucharze Mistrzów WABA (2008)

Indywidualne
- MVP Superpucharu Włoch (2003)
- Zaliczony do:
  - II składu D-League (2003)
  - D-League honorable mention (2002)
- Lider strzelców D-League (2003)